# Serranochromis meridianus
Serranochromis meridianus är en fiskart som beskrevs av Jubb, 1967. Serranochromis meridianus ingår i släktet Serranochromis och familjen Cichlidae. IUCN kategoriserar arten globalt som starkt hotad. Inga underarter finns listade i Catalogue of Life.